# Stenopeltis
Stenopeltis, monotipski rod crvenih algi iz porodice Liagoraceae. Taksonomski je priznat kao zaseban rod a jedina vrsta je S. gracilis, morska alga kod japanskog otoka Chichijima u otočju Bonin.
Vrsta je izdvojena iz roda Rhodopeltis (porodica Dumontiaceae) i premještena u zaseban rod kao dio porodice Liagoraceae.